# Encentrum longirostrum
Encentrum longirostrum är en hjuldjursart som beskrevs av Tzschaschel 1979. Encentrum longirostrum ingår i släktet Encentrum och familjen Dicranophoridae. Inga underarter finns listade i Catalogue of Life.